# Salvatore Cascio
Salvatore Cascio (Palazzo Adriano, 8 de noviembre de 1979) es un actor italiano.

## Carrera
Se convirtió en un personaje televisivo participando de niño en el Maurizio Costanzo Show, programa ideado y conducido por Maurizio Costanzo en Canale 5.
Su participación en el papel de Salvatore niño en Cinema Paradiso de Giuseppe Tornatore le dio fama internacional, ganando el British Academy of Film and Television Arts en la categoría actor de reparto.
A principio de los años 1990 participó en algunas películas como coprotagonista, abandonando al final la escena tras su última interpretación en Jackpot de 1992. En 1999 reaparece en la gran pantalla en Il morso del serpente, dirigida por Luigi Parisi.

## Filmografía
- Cinema Paradiso, dirigida por Giuseppe Tornatore (1988).
- Diceria dell'untore, dirigida por Beppe Cino (1990).
- C'era un castello con 40 cani, dirigida por Duccio Tessari (1990).
- Stanno tutti bene, dirigida por Giuseppe Tornatore (1990).
- Il ricatto 2, dirigida por Vittorio De Sisti - TV (1990)
- Il mio papà è il Papa, dirigida por Peter Richardson (1991).
- Jackpot, dirigida por Mario Orfini (1992).
- Il morso del serpente, dirigida por Luigi Parisi (1999).
- Padre Speranza, dirigida por Ruggero Deodato - TV (2005)